# 淀橋町
淀橋町（よどばしちょう（まち））は、東京府豊多摩郡にかつて存在した町の一つである。豊多摩郡役所の所在地でもあった。ほぼ現在の西新宿と北新宿に当たる地域（角筈の一部は新宿三丁目と歌舞伎町一丁目の一部）。新宿駅の開業以来急速に発展してきた。

## 地理
大半は武蔵野台地の一つである淀橋台上にあるが、北西部は神田川が流れており沖積低地となっている。
- 大蔵省専売局工場
- 淀橋浄水場
- 東京医学専門学校付属淀橋診療所 - 現在の東京医科大学病院

## 歴史
- 1889年（明治22年）5月1日 - 町村制施行により、南豊島郡柏木村、角筈村および内藤新宿添地町の飛地が合併し、南豊島郡淀橋町が発足。
- 1896年（明治29年）4月1日 - 南豊島郡および東多摩郡が合併し豊多摩郡となる。豊多摩郡役所を、淀橋町大字淀橋町字二ツ家291に設置。
- 1931年（昭和6年）5月 - 東京医学専門学校付属淀橋診療所開院。
- 1932年（昭和7年）10月1日 - 東京市に編入され消滅、淀橋区の一部となる。

### 町名の変遷
淀橋区成立時の町名改称は以下のとおり。
| 実施後     | 実施年月日    | 実施前（いずれも特記ない場合は全域）                                         |
| ---------- | ------------- | ---------------------------------------------------------------------------- |
| 角筈一丁目 | 1932年10月1日 | 大字角筈字渡邊・添地町・土手際・五十人町・十人町・矢場                       |
| 角筈二丁目 | 1932年10月1日 | 大字角筈字一丁目・辻                                                         |
| 角筈三丁目 | 1932年10月1日 | 大字角筈字二丁目通裏・二丁目・南側・三丁目                                   |
| 十二社     | 1932年10月1日 | 大字角筈字三丁目通裏・池ノ上・十二社・幡ヶ谷前                               |
| 淀橋       | 1932年10月1日 | 大字角筈字本村・砂利場・二軒家前・長町・東田・豐水・鷹場・淀橋・谷中前・谷中 |
| 柏木一丁目 | 1932年10月1日 | 大字柏木字成子南・成子北                                                     |
| 柏木二丁目 | 1932年10月1日 | 大字柏木字淀橋姿・新堀・龜窪                                                 |
| 柏木三丁目 | 1932年10月1日 | 大字柏木字二ツ家・本春日・蜀江山                                             |
| 柏木四丁目 | 1932年10月1日 | 大字柏木字出土・仲通・原                                                     |
| 柏木五丁目 | 1932年10月1日 | 大字柏木字本村・大町・小瀧橋                                                 |

### 人口の変遷
- 1920年 40,453
- 1925年 52,215
- 1930年 57,313

## 地域
- 大字名
小字名（地番）
- 角筈
渡邊土手際（1-27）、新町一丁目（28-92）、辻（93-115）、二丁目道裏（116-131）、新町二丁目（132-172）、新町三丁目（173-260）、三丁目道裏（261-333）、本村（334-453）、長町（454-600）、淀橋（601-662）、谷中（663-732）、矢場（733-786）、五十人町（787-849）、十人町（850-904）
- 柏木
成子町南側（1-87）、成子町北側（88-194）、淀橋姿（195-289）、二ツ家（290-347）、元春日（348-376）、蜀江山（377-457）、新堀（458-559）、亀窪（560-664）、出土（665-857）、仲通（858-925）、原（926-980）、本村（981-1024）、大町（1025-1160）、小滝橋（1161-1281）

### 教育
- 工学院 - 現在の工学院大学
- 明治学院神学部 - 1924年に移転し、1930年廃止
- 日本神学校 - 1930年に旧明治学院神学部校舎で発足
- 日本中学校 - 現在の日本学園中学校・高等学校
- 東京府立第五高等女学校 - 現在の東京都立富士高等学校
- 精華高等女学校（角筈）。戦後、精華学園女子高等学校と改称。新宿区柏木（現在の北新宿）を経て千葉県市原市へ移転し、現在の東海大学付属市原望洋高等学校
- 東京聖書学院
- 淀橋町立青年訓練所
- 淀橋第一尋常高等小学校
- 淀橋第二尋常小学校
- 淀橋第三尋常小学校
- 淀橋第四尋常小学校
- 淀橋第五尋常高等小学校
- 淀橋第六尋常小学校
- 淀橋第七尋常小学校

## 交通

### 鉄道路線

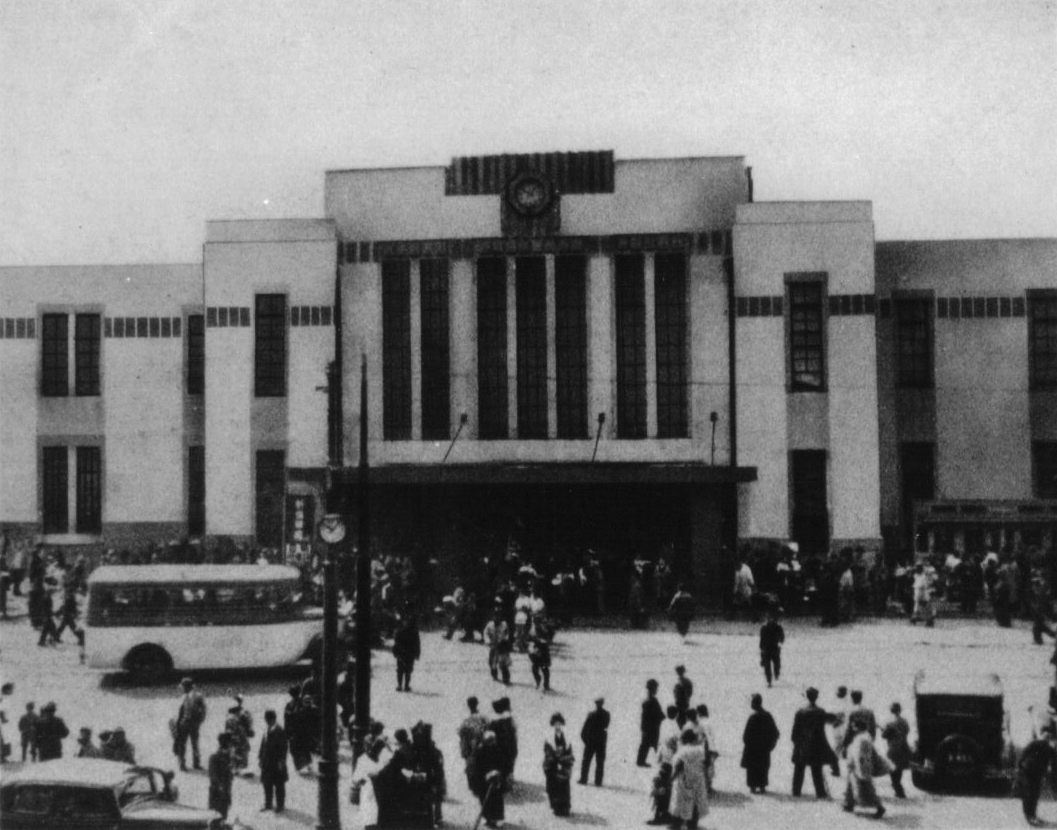
新宿駅（1925年）

- 鉄道省
  - 中央本線
- 新宿駅 -
  - 山手線
- 新宿駅 -
- 小田原急行鉄道
  - 小田原線
新宿駅 -
- 京王電気軌道
- 駅前駅 - 新町駅 -
- 西武鉄道（旧） - 後の都電杉並線
新宿 - ガード下 - 派出所 - 警察署前 - 成子坂 - 成子坂下 -
- 東京都電車
  - 角筈線
- 角筈
  - 新宿線
- 角筈 - 新宿

### 道路
- 甲州街道 - 国道16号、現在の国道20号
- 青梅街道 - 現在の東京都道・埼玉県道4号東京所沢線

## 関連書籍
- 東京市臨時市域擴張部 『豊多摩郡淀橋町現状調査』 1931年